# Roary, bolidul de curse
Roary, bolidul de curse (engleză Roary the Racing Car) este un serial de televiziune animat britanic din 2007. A fost creat de pilotul de camioane de curse David Jenkins și produs de Chapman Entertainment și Cosgrove Hall Films. În România, a fost difuzat pe Minimax și acum pe JimJam.
1. ↑   http://live.dbpedia.org/resource/Roary_the_Racing_Car, accesat în 19 aprilie 2020 Lipsește sau este vid: |title= (ajutor)
2. ↑   http://dbpedia.org/resource/Roary_the_Racing_Car, accesat în 19 aprilie 2020 Lipsește sau este vid: |title= (ajutor)